# Horné Srnie
Horné Srnie (Hongaars: Felsőszernye) is een Slowaakse gemeente in de regio Trenčín, en maakt deel uit van het district Trenčín.
Horné Srnie telt 2.854 inwoners.